# Ludwig Spengler
Ludwig Spengler (auch Louis Spengler; * 28. August 1818 in Eltville; † 4. Juni 1866 in Ems) war ein deutscher Mediziner, der als Badearzt in Bad Ems wirkte. Er entwickelte die Emser Pastillen.

## Leben
Ludwig Spengler studierte an der Philipps-Universität Marburg Medizin und wurde 1843 in Marburg mit seiner Dissertation Symbolae ad theoriam de sanguinis arteriosi flumine promoviert. Anschließend war er zunächst ab 1844 Medizinalakzessist in Eltville und dann ab 1848 Arzt in Herborn, wo er 1851 zum Großherzoglich Mecklenburg-Schwerin'schen Hofrat ernannt wurde. Danach wirkte er ab 1852 in Ems, Hadamar und Oberlahnstein und zuletzt wieder ab 1858 als Kurarzt in Ems.
Ludwig Spengler gehörte neben Carl Panthel 1851 zu den zwölf Gründungsmitgliedern des Vereins Nassauischer Ärzte. Er schuf in Ems 1855 einen Inhalationsapparat und gab damit einen ersten Anstoß zur Einführung der Inhalationstherapie im Herzogtum Nassau.
Ab dem Jahr 1855 gab er im Verlag von G. Rathgeber in Wetzlar die „Balneologische Zeitung“ heraus und begründete 1862 die Zeitschrift „Archiv für Balneologie“, die er gemeinsam mit Josef von Löschner im Verlag der J.H. Heuser’schen Buchhandlung in Neuwied herausgab.
Ludwig Spengler entwickelte gemeinsam mit dem Apotheker August Weber und dem Hausverwalter Georg Hasslacher ein Verfahren, die Sole des Inhalatoriums zu verdampfen und das salzhaltige Resultat in Pastillenform zu pressen. Dabei komprimierten sie das Salz (NaHCO3, Natriumhydrogencarbonat), Zucker und Bindemittel zu einer pastillierfähigen Masse und präsentierten als Ergebnis im Frühjahr 1858 Herzog Adolph von Nassau die erste Emser Pastille zur Linderung von Halsschmerzen und Heiserkeit. Die Emser Pastillen kamen mit Genehmigung des Herzogs 1858 erstmals in den Handel, wurden meist in kleinen Pappschachteln oder Döschen gehandelt und entwickelten sich in der Folge zu einem überaus erfolgreichen Produkt. Bis zum Jahr 1865 konnten bereits 55 000 Packungen verkauft werden.
Ludwig Spengler war Mitglied der Gesellschaft Deutscher Naturforscher und Ärzte und wurde am 15. August 1853 unter der Präsidentschaft von Christian Gottfried Daniel Nees von Esenbeck mit dem akademischen Beinamen Thilenius unter der Matrikel-Nr. 1692 als Mitglied in die Kaiserliche Leopoldino-Carolinische Akademie der Naturforscher aufgenommen.
Von seiner Korrespondenz sind zwei an den Mediziner Hermann Eberhard Friedrich Richter gerichtete Briefe vom 29. Dezember 1852 und 25. März 1853 überliefert.

## Veröffentlichungen (Auswahl)
als Autor
- Symbolae ad theoriam de sanguinis arteriosi flumine. Medizinische Dissertation Marburg 1843 (Digitalisat).
- Reisebemerkungen aus Bayern und Oesterreich. In: Zeitschrift für die gesamte Medizin. Band 39, 1848, S. 275–281.
- Beiträge zur Geschichte der Medicin in Mecklenburg. Kreidel, Wiesbaden 1851 (Digitalisat).
- Brunnenärztliche Mittheilungen über die Thermen zu Ems. 2. Auflage. Kreidel & Niedner, Wiesbaden 1854 (Digitalisat).
- On the effects of the thermal waters of Ems. Williams & Norgate, London 1854 (Digitalisat).
- Die Verhandlungen der deutschen Gesellschaft für Hydrologie während ihrer Generalversammlung zu Berlin am 1. und 2. Mai 1855. Rathgeber, Wetzlar 1855 (Digitalisat).
- Bad Ems im Sommer 1856. Curbericht nebst Bemerkungen über Pharyngo–Laryngitis granulosa und deren Behandlung mittelst Inhalation der Emser Thermalgase. Rathgeber, Wetzlar 1857 (Digitalisat).
- Das medicinische Mecklenburg. Notizen, gesammelt auf einer Reise im Winter 1855–56. Enke, Erlangen 1858 (Digitalisat).
- Brunnenärztliche Mittheilungen über die Thermen zu Ems. 3. Auflage. Rathgeber, Wetzlar 1859 (Digitalisat).
- Die holländischen Seebäder. Reisenotizen. Rathgeber, Wetzlar 1860 (Digitalisat).
- Die Emser Pastillen. In: Archiv für Balneologie. Band 1, Heft 1, (Neuwied) 1862, S. 222–225 (eingeschränkte Vorschau in der Google-Buchsuche)
- Brunnenärztliche Mittheilungen aus Bad-Ems. 3. Das Emser Salz und die Emser Pastillen. In: Deutsche Klinik. Zeitung für Beobachtungen aus deutschen Kliniken und Krankenhäusern. Nr. 1, 3. Januar 1863, S. 6 (eingeschränkte Vorschau in der Google-Buchsuche)
- Die Geisteskrankheit des Herzogs Philipp von Mecklenburg. Ein Beitrag zur Geschichte der Psychiatrie im 16. Jahrhundert. 2. Auflage.  Heuser, Neuwied 1863 (Digitalisat).

als Herausgeber
- Balneologische Zeitung. Correspondenzblatt der Deutschen Gesellschaft für Hydrologie.
  - Erster Band, Rathgeber, Wetzlar 1855 (Digitalisat)
  - Zweiter Band, Rathgeber, Wetzlar 1856 (Digitalisat)
  - Dritter Band, Rathgeber, Wetzlar 1856 (Digitalisat)
  - Vierter Band, Rathgeber, Wetzlar 1857 (Digitalisat)
  - Fünfter Band, Rathgeber, Wetzlar 1857 (Digitalisat)
  - Sechster Band, Rathgeber, Wetzlar 1858 (Digitalisat)
  - Siebter Band, Rathgeber, Wetzlar 1859 (Digitalisat)
  - Achter Band, Rathgeber, Wetzlar 1859 (Digitalisat)
  - Neunter Band, Rathgeber, Wetzlar 1860 (Digitalisat)
  - Zehnter Band, Rathgeber, Wetzlar 1861 (Digitalisat)
  - Elfter Band, Rathgeber, Wetzlar 1862 (Digitalisat)

als Herausgeber (mit Josef von Löschner)
- Archiv für Balneologie. I. Band, Heuser, Neuwied 1862 (Digitalisat)
- Archiv für Balneologie. II. Band, Heuser, Neuwied & Leipzig 1863 (Digitalisat)
- Archiv für Balneologie. III. Band, Heuser, Neuwied & Leipzig 1864 (Digitalisat)
- Archiv für Balneologie. IV. Band, Heuser, Neuwied & Leipzig 1866 (Digitalisat)